# Beschorneria septentrionalis
Espèce
Classification phylogénétique

Beschorneria septentrionalis est une espèce du genre Beschorneria de la sous-famille  des agaves (Agavoideae) famille des Asparagaceae . L'épithète septentrionalis vient du latin, signifie «du nord», ou plus au nord, et fait référence à l'aire de répartition de l'espèce par rapport aux taxons apparentés. 

## La description
Beschorneria septentrionalis pousse sans tige , pratiquement acaule , elle est rhizomateuse. Ses rosettes forment des touffes. Le feuillage lancéolé, recourbé de dix à vingt feuilles qui s’élargissent après la base, sont glabre des deux côtés. Le limbe des feuilles vert vif est de 70 à 90 cm (rarement 105) de long et de 6 à 9 (rarement 5 à 13) centimètres de large. La constriction basale, est de 1,8 à 2,5 (rarement jusqu'à 3,3) centimètres de large. La pointe est effilée mais inerme. Les bords des feuilles sont finement dentelés et portent une à trois (rarement quatre) dents par millimètre. 
De cette fontaine de feuillage naît en été une inflorescence très rouge, spectaculaire, qui semble ployer d'un seul côté sous le poids de fleurs tubulaires chargées de nectar. L'inflorescence paniculaire atteint une hauteur de 150 à 250 centimètres. Elle se compose de quatre à sept grappes partielles d'une longueur de 9 à 25 (rarement à 50) centimètres avec un total de 90 à 130 fleurs. La tige de la fleur est rouge carmin. Les quatre à cinq bractées lancéolées, cramoisies, inversées sur la tige de la fleur ont une longueur allant jusqu'à 30 centimètres. Les douze à 30 bractées fertiles sont rougeâtres à translucides et lancéolées à triangulaires. Les 55 à 60 (rarement 50 à 65) fleurs de deux à quatre millimètres de long sont réunies sur leur tige florale qui est de 3,5 à 5 millimètres de long. Les tépales  en forme de spatule allongées linéaires sont rouge carmin d'une longueur de 25 à 30 millimètres et sont de 2 à 8 millimètres de large. Ils sont papillaires à l' intérieur et glabre à l'extérieur. Son extrémité et ses bords sont de couleur jaune. Les filets papilleux, mal faits, sont de 2 à 4 millimètres . Les anthères des étamines sont elliptiques allongées de 5 à 7 millimètres de long. L'ovaire rubis est de 25 à 30 (rarement à 33) millimètres de long et 2 à 8 millimètres de large. 
Les fruits en forme d'œuf sont de 35 à 50 (rarement à 65) millimètres de long et 25 à 35 millimètres de large. Ils contiennent des graines noires brillantes.

## Systématique et distribution
Beschorneria septentrionalis est dans l'État mexicain de Tamaulipas dans les forêts de nuages à des altitudes supérieures à 1400 mètres. Cette espèce ressemble beaucoup au B. yuccoides, mais sa  hampe florale, plus gracile, est d'un rouge-rose beaucoup plus vif et son feuillage plus vert, et plus vif. Il semblerait aussi que cette espece soit plus résistante au froid, jusqu'à -15 °C en sol sec toutefois. 
La première description d' Abisai Josue García-Mendoza a été publiée assez récemment en 1988.

### Littérature
- (de) Joachim Thiede, Beschorneria septentrionalis - Succulent Lexicon. Plantes monocotylédones, Urs Eggli (éd.) (ISBN 3-8001-3662-7)